# Снайфедлснес
Снайфедлснес (на исландски Snæfellsnesе) е полуостров в западната част на Исландия в региона Вестюрланд. Наречен е така по името на вулкана Снайфедлсйокудъл, разположен в самия му западен край. Ландшафтът на полуострова е изключително красив и разнообразен.

## География
Полуостровът се е формирал преди ок. 7 млн. години, когато в този район е имало активна вулканическа дейност, предизвикана от преместването на континенталните плочи. Последвал относително спокоен период, но преди 2 млн. години вулканическата дейност се възобновила, отначало в центъра на полуострова, а след това и по крайбрежието. Вулканическата система Льосуфьол в източния край на полуострова с нейната дължина от над 90 км е най-дългата активна вулканическа система на Исландия. При последното изригване на Льосуфьол през 12 в. са загинали 80 души.

## Население
Полуостров Снайфедлснес е слабо населен. От разположените тук градове като по-значителни могат да се отбележат Оулафсвик, Грундарфьордур, Стикисхоулмур, както и селището Хедлнар, което в миналото е било важен риболовен център.